# Aztlán Parque Urbano
Aztlán Parque Urbano is een attractiepark in de Mexicaanse hoofdstad Mexico-Stad. Het was een van de grootste pretparken van het land als La Feria Chapultepec Mágico en bestond sinds 1964 toen het werd geopend als Juegos Mecánicos de Chapultepec. Na een dodelijk ongeluk in september 2019 ging het park dicht en werd de vergunning ingetrokken. Het park werd sindsdien ontmanteld om plaats te maken voor een nieuw attractiepark. Het park heropende in maart 2024 onder de naam Aztlán Parque Urbano.

## Geschiedenis
Het park was eerst in bezit van de Mexicaanse overheid en droeg de naam Juegos Mecánicos de Chapultepec. In 1992 werd het park gekocht door Grupo Mágico Internacional (tegenwoordig Grupo CIE) en de naam veranderd naar La Feria Chapultepec Mágico. In 2015 verkocht deze groep het park aan Ventura Entertainment. Op 28 september 2019 vielen twee doden en twee gewonden bij een ongeluk met de achtbaan Quimera. Het park ging daarna dicht en later werd ook de exploitatievergunning ingetrokken.
Op 20 maart 2024 heropende het park onder de huidige naam, met nog maar 18 van de 33 geplande attracties. Geen enkele van de attracties van uit 2019 bleef in het park. Het nieuwe attractiepark is kleiner dan voorheen, aangezien sinds 2023 een groter deel van het Bosque de Chapultepec dan voorheen als gewoon stadspark gebruikt wordt, en er een museum gebouwd werd.

## Attracties

### Achtbanen

#### Huidige achtbanen
| Naam        | Opening | type                                    | Merk     |
| ----------- | ------- | --------------------------------------- | -------- |
| Laka Laka   | 2024    | Draaiende achtbaan                      | Fabbri   |
| Marometas   | 2024    | Shuttletweelingachtbaan met Serpenthika | SBF Visa |
| Mocha       | 2024    | Familieachtbaan                         | SBF Visa |
| Serpentikha | 2024    | Hangende achtbaan                       | Vekoma   |

#### Achtbanen aanwezig tot de sluiting van het park
| Afbeelding                                               | Naam         | Opening | Achtbaantype                | Merk                              | Lengte    | Hoogte | Snelheid  |
| -------------------------------------------------------- | ------------ | ------- | --------------------------- | --------------------------------- | --------- | ------ | --------- |
|                                                          | Cascabel 2.0 | 1994    | Shuttle Loop                | Schwarzkopf                       |           |        |           |
| De achtbaan Montaña Rusa in La Feria Chapultepec Mágico. | Montaña Rusa | 1964    | Houten moëbiusachtbaan      | National Amusement Device Company | 1.219,2 m | 33,5 m | 85,0 km/u |
| De achtbaan Ratón Loco in La Feria Chapultepec Mágico.   | Ratón Loco   | 1999    | Draaiende wildemuisachtbaan | Reverchon                         | 420,0 m   | 13,0 m | 46,8 km/u |
|                                                          | Quimera      | 2007    | Stalen achtbaan             | Schwarzkopf                       | 1.049,7 m | 33,8 m | 85,3 km/u |

#### Verwijderde achtbanen
| Naam       | Opening | Sluiting | Achtbaantype           | Merk                    |
| ---------- | ------- | -------- | ---------------------- | ----------------------- |
| Dragon     |         | ≤ 2006   | Stalen familieachtbaan | Zamperla                |
| onbekend   | ≤ 1948  |          | Stalen kinderachtbaan  | Bradley & Kaye          |
| Ratón Loco | 1964    | 1992     | Wildemuisachtbaan      | Allan Herschell Company |
| Tornado    | 1993    | 2001     | Stalen achtbaan        | Schwarzkopf             |

### Overige attracties
| Kinderattracties | Familieattracties | Adolescentenattracties                                                                                    | Extreme attracties            |
| --- | --- | --- | ----------------------------- |
| Barón Rojo Batimóvil Burbujas Castillo Feliz Dakkar Emergencia 911 Fantasía Fórmula K Galeones Vikingos Globos De Cantoya Inflable I La Cola de Chester Cheetos Laberinto Látigo Infantil Mini Chocones Minirueda Monorriel Payaso Loco Puente Mezcala Sillas Voladoras Supersónicos Tamborcitos Tazas Locas Topolinos Tren Espacial Tren Río Grande | Bomberos Cabaña Chueca Carrousel Musical Castillo de Cristal Eurobungy Juegos de Destreza Julio Verne Simulador Iwerks Tren Expresso Troncos | Akron Racing Karts Batidora Carros Chocones Cóndor Martillo Nao de China Sombrillas Trabant Tren del Amor | Casona del Terror Torre Pepsi |

## Incidenten
Het pretpark had een matige veiligheidsreputatie; veel attracties waren tientallen jaren oud en hadden eerder dienst gedaan in andere pretparken verspreid over de hele wereld.
- In 2016 vielen er dertien gewonden na het ontsporen van een treintje.[1]
- Op 28 september 2019 vielen twee doden en twee gewonden toen een deel van de achtbaan Quimera ontspoorde en tegen een metalen frame botste, waarna de slachtoffers tien meter omlaag vielen. Het pretpark werd daarna gesloten.[1][17]

## Trivia
- In seizoen 6 uit 2018 van het Vlaamse televisieprogramma De Mol moesten de kandidaten twee rondjes maken in de achtbaan de Quimera tijdens een opdracht.[18]
- De Quimera was de eerste achtbaan ter wereld met drie loopings.[18]
- Een deel van de houten achtbaan Montaña Rusa staat anno 2024 nog steeds in het park.